# يحيى مصلح مهدي
اللواء الركن يحي مصلح مهدي عسكري وبرلماني وسياسي وديبلوماسي يمني مخضرم
اسمه كاملا (يحيى بن الحاج مصلح بن الشيخ مهدي بن الشيخ على بن الحاج عمر بن حسن بن أحمد بن ناصر بن سعد بن سعيد بن إبراهيم بن على بن موسى بن إبراهيم العمري)
من مواليد 13 جماد الأول 1357 هجرية الموافق 11 يوليو 1938م في قرية البرار عزلة عٌدّن ناحية الجبين محافظة ريمة. تلقى تعليمه الأولي في المراوعة والحديدة ثم التحق بالكلية الحربية عام 1956 في صنعاء. تزوج من السيدة آسيا ابنة أمير المدفعية العميد قاسم الثور وأنجب منها ولدين وبنتين. توفي في ٢ فبراير ٢٠٢١ في القاهرة 

## أهم المناصب التي تولاها
- بعد تخرجه من الكلية الحربية عام 59م قاد عدد من معارك الدفاع عن الجمهورية بعد ثورة 26 سبتمبر 1962 أهمها معركة حجة عندما هاجم الإمام محمد البدر هذه المحافظة، وتابع نضاله الوطني ضد اعداء الثورة والجمهورية ليقود المعارك في ثوابة وخولان مع الشهيد محمد محمود الزبيري، وكذا في منطقة القفلة وحرض
- شارك في اعداد الحرس الوطني، وانتقل إلى القاهرة واخذ فرقة قادة كتائب وتخرج عام 64م
- تم تعيينه قائداً لادارة تدريب الجيش
- عاد مرة أخرى إلى القاهرة ودرس اركان حرب وتخرج عام 66م كأول ضابط يمني يحصل على الماجستير في العلوم العسكرية [1]
- اشترك في حركة 5 نوفمبر 67م التي أطاحت بالرئيس عبد الله السلال وكان القائد الميداني لها
- عين قائداً للمركز الحربي في تعز، وعندما اشتد حصار السبعين تم طلبه إلى العاصمة صنعاء رئيساً لعمليات الجيش حتى تم دحر الحصار [3]
- بعد ذلك تم تعيينه ملحقاً عسكرياً في القاهرة وعزل إثر فتنة أغسطس 1968
- بقى لاجئاً سياسياً في مصر حتى العام 1969
- قائداً للواء صعدة خلفاً للعميد يحيى المتوكل
- في عام 1970م تم تعيينه عضواً في مجلس الشورى ممثلاً للقوات المسلحة،
- أول وزير للتموين والتجارة في حكومة الدكتور حسن مكي عام 74 وعضو في اللجنة العليا للتصحيح التي شكلت إثر حركة 13 يونيو 1974 بقيادة الرئيس ابراهيم الحمدي
- محافظاً لمحافظة ذمار 1974 - 1975
- محافظ إب 1975 - 1976
- محافظ محافظة صنعاء - 1977
- لاجئا سياسيا في العراق وسوريا 1977 - 1978 بعد اغتيال الرئيس إبراهيم الحمدي
- سفيراً ومفوضاً لدى تشيكوسلوفاكيا في أغسطس 79م- 1982
- في عام 1982م عين سفيراً ومفوضاً فوق العادة لدى دولة قطر الشقيقة 1983
- محافظاً لمحافظة صعدة 1983 - 1984
- محافظاً لمحافظة ذمار مرة ثانية 1985 - 1987
- عضواً في اللجنة العليا للمؤتمر الشعبي العام
- عضواً منتخباً في مجلس النواب عام 1987 عن ناحية السلفية وبلاد الطعام
- عضوا منتخبا في مجلس النواب في انتخابات 1993 عن ناحية الجبين الدائرة 244
- مستشار لمجلس الرئاسة ثم مستشار لمكتب رئاسة الجمهورية ثم أحيل للمعاش بدرجة رئيس وزراء.